# Juniel
Choi Suh Ah (hangeul: 최서아; née le 3 septembre 1993) mieux connue par son nom de scène Juniel (hangeul: 주니엘, souvent stylisé JUNIEL) est une auteur-compositeur-interprète sud-coréenne. Elle a commencé sa carrière au Japon avant de finalement débuter en Corée du Sud. Elle était précédemment connue sous le nom de Junie, mais a changé pour Juniel, un dérivé de la combination de son nom, Junie, et de la lettre L pour love. Elle était également membre du duo Romantic J avec Lee Jong-hyun de CN Blue. Elle a changé son nom de naissance de 최준희 pour 최서아 en 2016.

## Biographie et carrière

### 1993–2010: Jeunesse et débuts de carrière
Choi Jun-hee est née le 3 septembre 1993 en Corée du Sud. Enfant, elle commence le chant et la danse, inspirée par la célèbre chanteuse BoA. Elle a commencé à jouer de la guitare pendant sa troisième année de collège. Elle a écrit la première chanson, "Boy", quand elle avait 16 ans, qui a plus tard été sortie sur son premier EP japonais. Lors de ses études au Japon, elle a gagné une audition au programme Niji Iro Supernova, battant beaucoup d'autres chanteurs et compositeurs de tout le pays. Juniel a commencé son entraînement coréen à Good Entertainment, la même agence qui a anciennement accueilli des artistes célèbres tels que G.NA, Yubin des Wonder Girls et Uee des After School. Elle a plus tard auditionné chez FNC Entertainment, et est devenue stagiaire le même jour que Jung Yong-hwa de CN Blue.

### 2011:Ready Go,Dream and Hopeet changement de label
Juniel a fait ses débuts officiels le 29 avril 2011 en sortant son premier EP japonais intitulé Ready Go. Elle a fait la première partie du concert live Good For You d'Oh Won-bin, qui a eu lieu à l'Akasaka Blitz le 26 juin 2011. Juniel a plus tard fait la première partie du Messenger tour de F.T. Island, où elle a joué au concert prenant place au Zepp Tokyo le 6 juillet 2011.
Le deuxième EP de Juniel Dream & Hope est sorti le 12 juillet 2011. La quatrième chanson de l'album, "Kamen" (仮面; "masque"), a été inspirée par la comédie musicale Dr Jekyll and Mr. Hyde. En novembre, Juniel a changé de label pour rejoindre Warner Music Japan et a fait ses débuts sous ce label avec le single "Forever". La chanson a été écrite en soutien aux victimes du séisme de 2011 de la côte Pacifique du Tōhoku, et est sorti le 2 novembre 2011. "Forever" a plus tard été sélectionné comme recommandation du mois dans des boutiques de CD au Japon, et a été utilisé comme générique de fin dans Gamers Yoasobi Sanshimai. "Travel", une face B du single, a également été utilisée pour une publicité à la télévision. Juniel a été sélectionnée pour faire la première partie du Lawson Presents Music For All All For One Supported par Skapa! qui s'est tenu au Yoyogi National Gymnasium le 24 décembre 2011.

### 2012:My First June,1&1et débuts sud-coréens
Juniel a sorti son deuxième single japonais, "Sakura: Todokanu Omoi" (さくら～とどかぬ想い～), le 15 février 2012. La chanson a été utilisée comme générique de fin pour des émissions télévisées, comme Music B.B., Music Focus et King Kong no Arukoto Naikoto. Elle a été dans l'émission documentaire de MBC K-Pop Star Captivates the World le 22 avril 2012, où sa chanson "Fool" (ft. Jung Yong-hwa (CN Blue)), est sortie.
Son premier single coréen, "Illa Illa", est sorti le 7 juin 2012. Elle a sorti son premier EP My First June et a tenu son premier showcase le même jour. Ses chansons composées par elle, qui étaient déjà sorties au Japon, sont également apparues dans cet EP. "Illa Illa" a plus tard été choisi comme thème musical pour le personnage Im Mae-ari, joué par Yoon Ji-ni, dans le populaire drama coréen A Gentleman's Dignity. Juniel a fait un caméo dans la série en tant qu'artiste de rue dans Hongdae. En août 2012, elle a été choisie pour représenter la sous-marque de Bean Pole, Bike Repair Shop, aux côtés du groupe indépendant Busker Busker.
Le deuxième EP de Juniel, 1&1, est sorti le 20 novembre 2012. 1&1 s'est classé à la 4e place de l'hebdomadaire Gaon Chart Album, et à la 21e dans les classements mensuels, vendant un total de 3 097 copies. Le vidéoclip pour son single principal, "Bad Man", est sorti le même jour, se classant à la 4e place à la fois dans le Gaon et le Billboard Korea K-Pop Hot 100. D'autres chansons incluses sur l'album sont des versions coréennes de "Boy", "Oh Happy Day", "Cat Day" et une nouvelle chanson co-écrite et co-composée par Juniel, nommée "Happy Ending".

### 2013:Juni,Fall in L,DOKKUN PROJECTetRomantic J
Juniel a reçu un Rookie Award aux 27e Golden Disk Awards le 15 janvier 2013 à Kuala Lumpur en Malaisie, et a été invitée pour jouer à l'Happy Hour Business Party du festival MIDEM à Cannes le 27 janvier 2013. Elle a sorti son premier studio album japonais Juni le 6 mars 2013, qui contient onze chansons auto-composées et une version japonaise du duo "Babo" avec Jung Yong-hwa de CN Blue.
Un mois plus tard, son troisième EP nommé Fall in L sort le 25 avril 2013. Cet EP est composé de quatre chansons: le morceau principal "Gwiyeoun Namja" (귀여운 남자; "Pretty Boy"), "Date" (데이트), "Jamkkodae" (잠꼬대; "Sleep Talking") et "My Lips". Le même jour que sa sortie, "Gwiyeoun Namja" a atteint le sommet de plusieurs classements musicaux en temps réel coréens. Le 2 mai 2013, Juniel a été nommée ambassadrice à titre honorifique pour les adolescents à la Teenage Family Month Ceremony 2013.
Le 18 juillet, Juniel sort le single digital "Love You More Than Ever" en featuring avec Hanhae de PHANTOM comme partie du "DOKKUN PROJECT" du producteur Kim Do Hoon. La chanson s'est immédiatement positionné dans les sommets des classements musicaux en ligne coréens tels que Bugs, Soribada et Naver Music après sa sortie.
Le 9 décembre, Juniel et Lee Jonghyun de CN Blue ont formé un duo et ont sorti un album digital spécial hiver appelé Romantic J avec la chanson "Love Falls". La chanson a été inspirée par le film Le Come-back, où Lee Jonghyun est le compositeur et Juniel la parolière.

### 2014-2015:I Think I'm in Loveet collaboration
FNC Entertainment a confirmé le retour de Juniel, le 29 septembre, qui se fera avec son titre-piste I Think I'm in Love. Son dernier retour avec "Pretty Boy" remonte à plus d'un an et cinq mois.
En avril 2015, Juniel collabore avec Niel de Teen Top pour sortir un duo nommé "Spring Love". Niel & Juniel ont fait leurs débuts sur scène au M! Countdown le 16 avril 2015.
Le 21 août, Juniel fait son retour avec son deuxième single digital "Sorry" sur le Music Bank.

### Depuis 2016: Changement de label
Le 20 janvier, FNC Entertainment a annoncé que Juniel ne renouvellera pas son contrat. L'agence a déclaré que "le contrat de Juniel expire à la fin du mois. Les deux parties ont discuté de renouveler ou non le contrat, mais avec l'accord de Juniel, nous avons décidé de ne pas le renouveler",.
Le 22 février, un représentant de C9 Entertainment a déclaré qu'ils avaient récemment signé un contrat avec Juniel. C9 Entertainment est l'agence de Younha, Jung Joon-young et Cheetah,.

## Discographie
| Albums studio - Juni (2013) EPs - Ready Go (2011) - Dream & Hope (2011) Singles - "Forever" (2011) - "Sakura: Todokanu Omoi" (さくら～とどかぬ想い～) (2012) | EPs - My First June (2012) - 1&1 (2012) - Fall in L (2013) Single digitaux - "Love You More Than Ever" (2013) - "I Think I'm In Love" (2014) - "Sorry" (2015) - "Pisces" (2016) |

## Prix et nominations
| Année | Cérémonie                            | Catégorie                                          | Résultat   |
| ----- | ------------------------------------ | -------------------------------------------------- | ---------- |
| 2010  | Japan Niji Iro Supernova             | Vainqueur                                          | Lauréat    |
| 2012  | Cyworld Digital Music Awards         | Rookie du mois (juin) ("Fool")                     | Lauréat    |
| 2012  | 14e Mnet Asian Music Awards          | Artiste de l'année                                 | Nomination |
| 2012  | 14e Mnet Asian Music Awards          | Meilleure nouvelle artiste féminine                | Nomination |
| 2012  | 19e Korean Entertainment Arts Awards | Prix du chanteur Rookie                            | Lauréat    |
| 2012  | 4e Melon Music Awards                | Rookie Award                                       | Nomination |
| 2012  | 4e Melon Music Awards                | Prix T-Store de la meilleure chanson ("illa illa") | Nomination |
| 2012  | 27e Golden Disk Awards               | Digital Bonsang ("illa illa")                      | Nomination |
| 2012  | 27e Golden Disk Awards               | Prix de popularité                                 | Nomination |
| 2012  | 27e Golden Disk Awards               | Prix de l'étoile montante                          | Lauréat    |
| 2012  | 22e High1 Seoul Music Awards         | Rookie Award                                       | Nomination |
| 2012  | 22e High1 Seoul Music Awards         | Prix de popularité                                 | Nomination |

## Filmographie

### Télévision
| Année   | Titre                 | Rôle           | Notes                   |
| ------- | --------------------- | -------------- | ----------------------- |
| 2012    | A Gentleman's Dignity | Artiste de rue | Caméo dans l'épisode 13 |
| 2013/14 | Cheongdam-dong 111    | Elle-même      | Téléréalité             |

## Publicité
- 2012: Bike Repair Shop de Bean Pole (avec Busker Busker)[60]
- 2013: Sunny10 (avec EXO)[61]
- 2013: Elite (avec Infinite)[62]
- 2014: Buckaroo Jeans (Chine)

## Fanclub
- Nom officiel:  Banila 바닐라[63]. Combinaison de Bbanini (sa première guitare) et "illa illa" (sa première chanson)
- Annoncé le:  26 décembre 2012

## Instruments
Juniel est souvent vue dans des vidéos en train de jouer avec une Taylor 214ce acoustique de 6 cordes, fabriquée le 7 septembre 2011 dans l'usine de la marque à Tecate au Mexique. Elle était la 110e guitare à être fabriquée dans l'usine ce jour-là.